# A cuor contento
A cuor contento è l'album di Giovanni Lindo Ferretti uscito nell'aprile 2012 in allegato alla rivista la Repubblica XL. Per buona parte si tratta di una rivisitazione di alcuni brani dei CCCP Fedeli alla linea e dei CSI eseguiti dal vivo durante il tour omonimo del 2011.
Testi di Giovanni Lindo Ferretti, musiche di Gianni Maroccolo, Francesco Magnelli, Massimo Zamboni ed Eraldo Bernocchi. Concerto con voce di Giovanni Lindo Ferretti, musiche di Ezio Bonicelli (violino, chitarra elettrica) e di Luca Alfonso Rossi -ex componente degli Üstmamò- (basso, chitarra elettrica, batteria elettronica).

## Tracce
1. Depressione Caspica
2. Narko'$
3. Amandoti
4. Morire
5. Neukölln
6. Contatto
7. Annarella
8. Radio Kabul
9. Unità di Produzione
10. Per me lo so
11. Mimporta 'Nasega